# Stodoliska
Stodoliska – wąwóz w Ojcowskim Parku Narodowym. Jest bocznym, orograficznie prawym odgałęzieniem Doliny Prądnika. Ma wylot obramowany skałami zwanymi Skałami Suczymi. Blisko wylotu znajduje się skała Stokowa, a poniżej niej Źródło w Prądniku Korzkiewskim.
Jest to typowy przykład wyżłobionego w wapieniach wąwozu krasowego. Zbocza porasta las bukowy, dno zawalone jest rumoszem skalnym i jest suche – woda wsiąka w porowate dno doliny. Już w rejonie należącego do Białego Kościoła przysiółka Iwina występuje ponor – miejsce, w którym potok płynący doliną zanika. Wypływa dopiero w postaci wywierzyska zwanego Źródłem w Prądniku Korzkiewskim.
Wąwóz ma długość około 2/3 km, szerokość przy wylocie około 30 m. W górę w niektórych miejscach poszerza się, w innych zwęża i stopniowo przechodzi w gliniaste pola uprawne płaskowzgórza wsi Biały Kościółek. Bardziej urwiste jest zbocze lewe. Jest w nim kilka jaskiń i schronisk: Dziurawiec lub Tunel, Sypialnia, Jaskinia nad Tunelem i Schronisko Niskie. W zboczu prawym znajduje się Schronisko z Oknem i niewielkie Schronisko Małe.
Zwiedzanie wąwozu wymaga zgody dyrekcji Ojcowskiego Parku Narodowego.

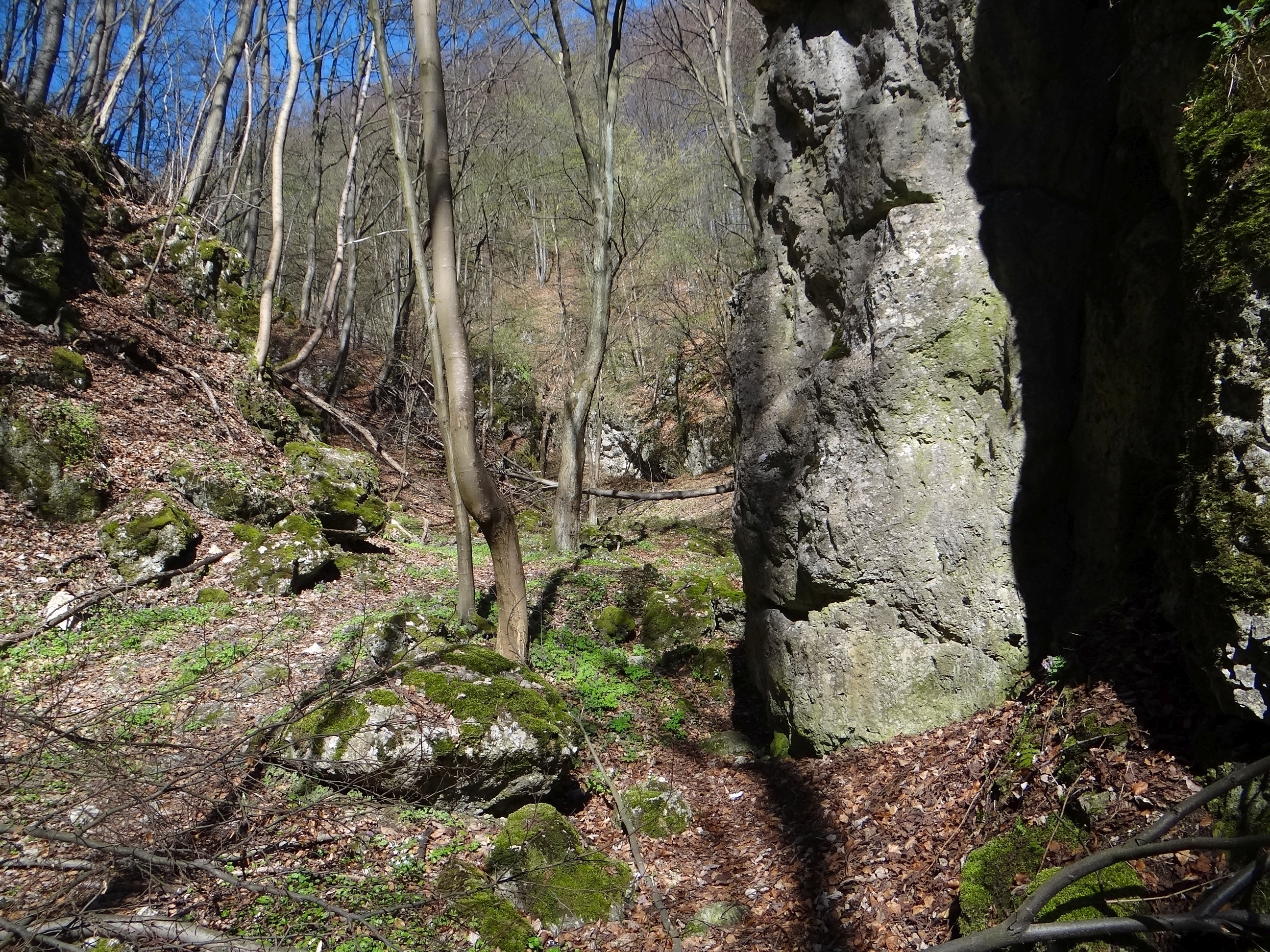
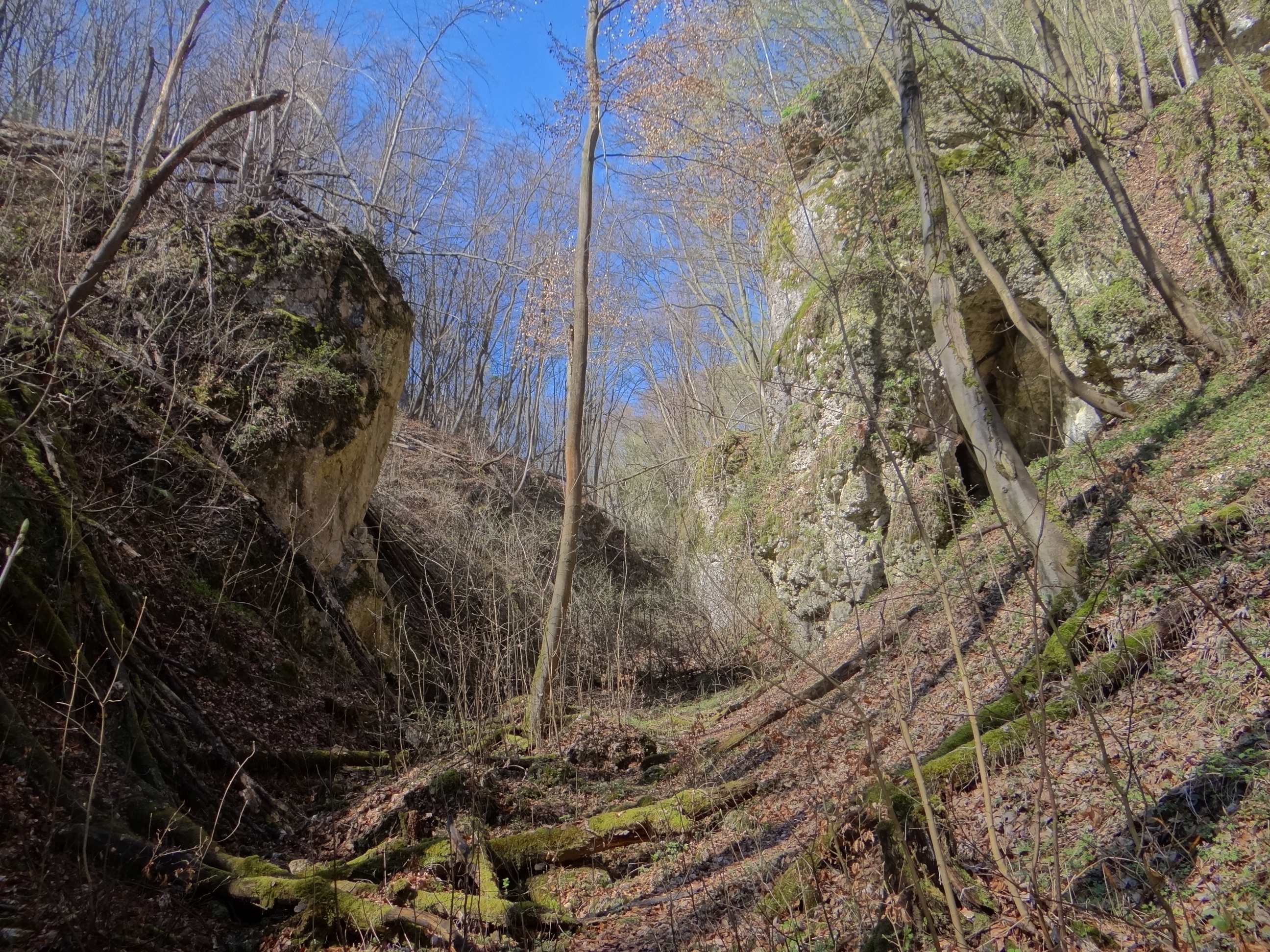
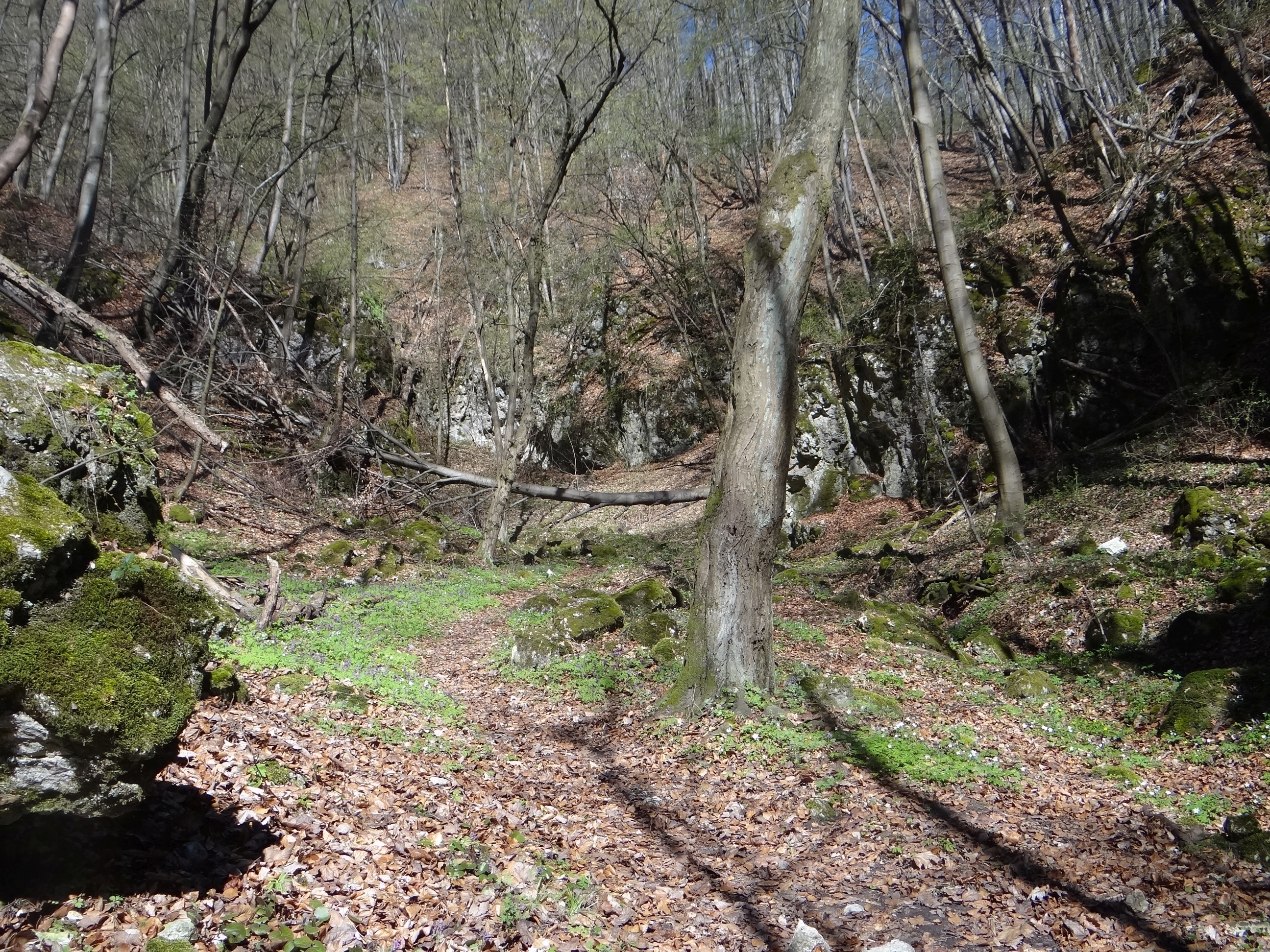
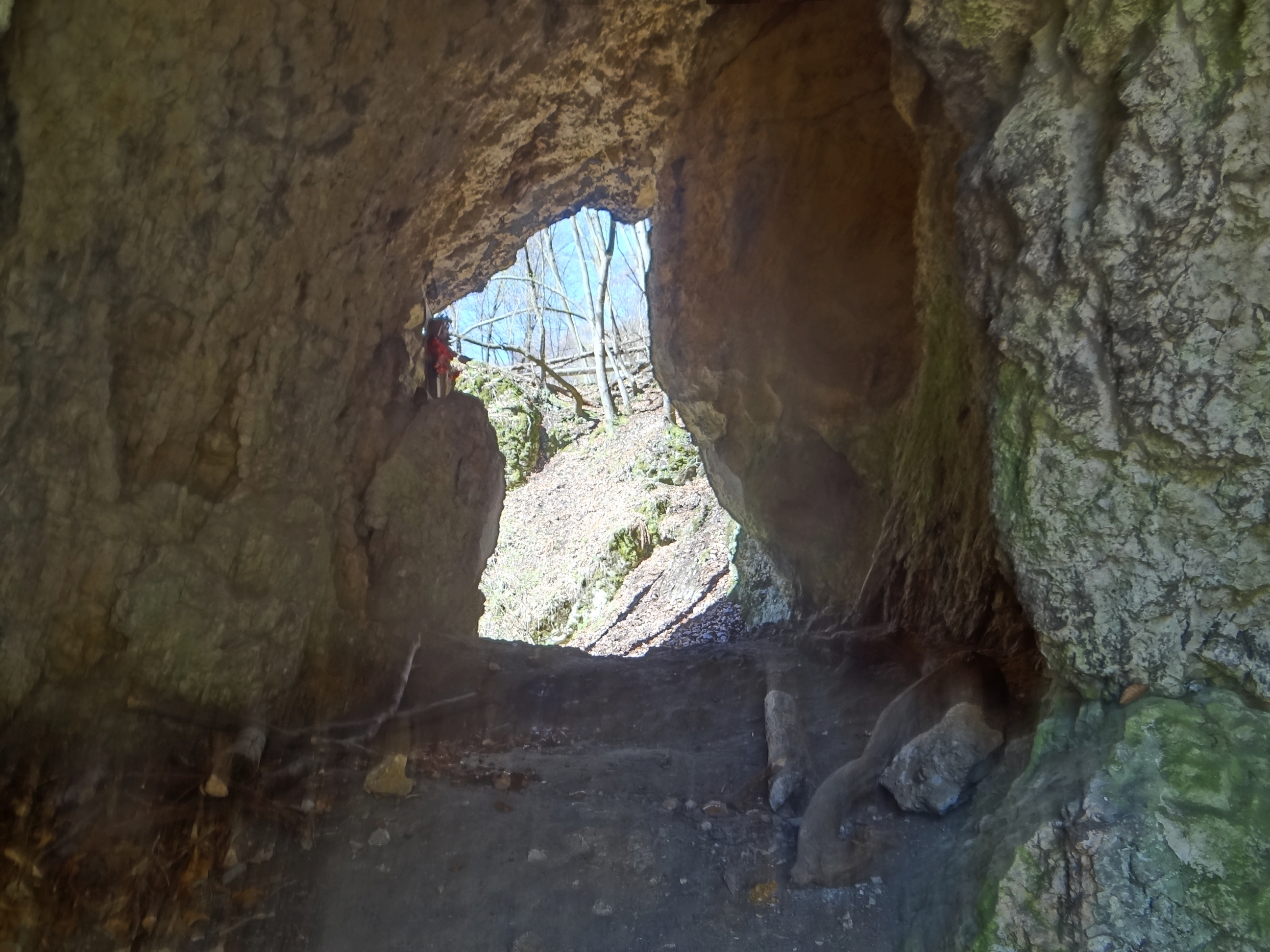